# Charles-Séraphin Rodier

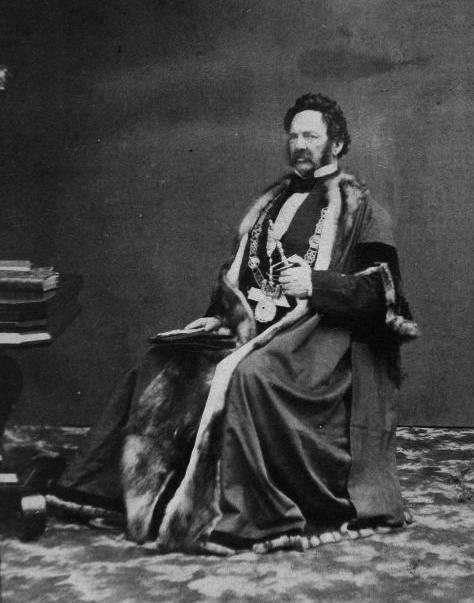
Charles-Séraphin Rodier

Charles-Séraphin Rodier (* 4. Oktober 1797 in Montreal; † 4. Februar 1876 ebenda) war ein kanadischer Politiker. Er war Bürgermeister Montreals von 1858 bis 1862 sowie Mitglied des Legislativrates von Québec ab 1867.

## Biografie
Rodier schloss seine Ausbildung am Sulpizianerkollegium in Montreal ab und eröffnete um 1816 einen Laden für Konfektionswaren. Er war der erste Händler der Stadt, der seine Waren direkt aus Großbritannien und Frankreich importierte. Mehrere Dutzend Male überquerte er zu diesem Zweck den Atlantik. Er stieg später in den Großhandel ein, bis er sich schließlich 1836 aus dem Geschäftsleben zurückzog. Danach absolvierte er ein Rechtsstudium und erhielt 1841 die Zulassung als Rechtsanwalt. Allerdings praktizierte er nur selten, da er sich überwiegend als Investor betätigte. Darüber hinaus war er Direktor der Banque Jacques Cartier.
Von 1833 bis 1836 gehörte Rodier dem Stadtrat von Montreal an. 1837 wurde er zum Friedensrichter ernannt und war in dieser Funktion mit der Verwaltung der Stadt betraut. 1840 setzte ihn Gouverneur Baron Sydenham wieder als Stadtrat ein. Dieses Amt übte Rodier bis 1843 aus. Von 1840 bis 1850 leitete er die Hafenkommission. Als Bürgermeister Henry Starnes im Jahr 1858 zurücktrat, kandidierte Rodier erfolgreich um dessen Nachfolge. 1859, 1860 und 1861 gelang ihm jeweils die Wiederwahl, wobei beim zweiten Mal nur 24 Stimmen den Ausschlag gaben. Schließlich verlor er 1862 die Wahl gegen Jean-Louis Beaudry.
Rodier war es gelungen, die finanzielle Lage der Stadt stabilisieren. Während seiner Amtszeit waren neue Hafenanlagen gebaut, die Pont Victoria über den Sankt-Lorenz-Strom eröffnet und die erste Pferdebahn in Betrieb genommen worden. Nach seiner Wahlniederlage zog sich Rodier vorübergehend aus der Politik zurück. 1867 wurde er zum Mitglied des Legislativrates, dem Oberhaus der Provinz Québec, ernannt. Er gehörte der Fraktion der Konservativen Partei an. Neun Jahre später verstarb er im Amt.